# Orthetrum testaceum
Orthetrum testaceum is een libellensoort uit de familie van de korenbouten (Libellulidae), onderorde echte libellen (Anisoptera).
De soort staat op de Rode Lijst van de IUCN als niet bedreigd, beoordelingsjaar 2011, de trend van de populatie is volgens de IUCN stijgend.
De wetenschappelijke naam Orthetrum testaceum is voor het eerst geldig gepubliceerd in 1839 door Burmeister.